# 航空機燃料税法
航空機燃料税法（こうくうきねんりょうぜいほう）は、航空機燃料税の課税物件、納税義務者、課税標準、税率、申告及び納付の手続その他航空機燃料税の納税義務の履行について必要な事項を定めるために制定された日本の法律である。法令番号は昭和47年法律第7号。1972年（昭和47年）3月31日に第68回国会で成立し、同日に公布、翌4月1日より施行された。

## 構成
- 第一章　総則（第1条―第9条）
- 第二章　課税標準及び税率（第10条・第11条）
- 第三章　税額控除等（第12条・第13条）
- 第四章　申告及び納付等（第14条・第15条）
- 第五章　雑則（第16条―第18条）
- 第六章　罰則（第19条―第21条）
- 附則